# Мари-Купта (Мари-Турекский район)
Мари-Купта (мар. Марий Купто) — деревня в Мари-Турекском районе Республики Марий Эл. Входит в состав городского поселения Мари-Турек.

## География
Находится в восточной части республики Марий Эл на расстоянии приблизительно 8 км по прямой на восток-северо-восток от районного центра посёлка Мари-Турек.

## История
Основана в 1532 году. В 1722 году в деревне Купта Нолинской волости значится 59 душ, в 1859 году — 35 дворов, 263 жителя, в 1891 году — 86 дворов. В 1905 году в деревне уже насчитывалось 107 дворов, 704 жителя. В 1923 году в деревне насчитывалось 128 хозяйств, в том числе 28 русских, остальные — марийские, проживало 640 человек. В 2000 году здесь было 157 дворов. В советское время работали колхозы «Вторая пятилетка», имени Жданова и «Рассвет».

## Население
Население составляло 517 человек (мари 98 %) в 2002 году, 502 в 2010.